# Fornjot (satelit)
Fornjot /'forn.jot/ sau Saturn XLII este al treilea cel mai exterior satelit natural al lui Saturn (după S/2004 S 34 și S/2004 S 26). Descoperirea sa a fost anunțată de Scott S. Sheppard⁠(d), David C. Jewitt⁠(d), Jan Kleyna⁠(d) și Brian G. Marsden pe 4 mai 2005, din observațiile efectuate între 12 decembrie 2004 și 11 martie 2005.
Are aproximativ 6 kilometri în diametru și orbitează în jurul lui Saturn la o distanță medie de 23.609 Mm în 1491 zile, la o înclinație de 168° față de ecliptică (160° față de ecuatorul lui Saturn) într-o direcție retrogradă și cu o excentricitate de 0,186. Are o perioadă de rotație ambiguă de 7 sau 9,5±0,4 ore. 
Fornjot a fost numit după Fornjót⁠(d), un gigant în mitologia nordică.